# David MacMillan
David William Cross MacMillan FRS FRSE (født 16. marts 1968) er en skotsk-amerikansk kemiker og James S. McDonnell Distinguished University Professor of Chemistry ved Princeton University, hvor han også var formand for Department of Chemistry fra 2010 til 2015. I 2021 modtog han nobelprisen i kemi sammen med Benjamin List "for udviklingen af asymmetrisk organokatalyse".